# Johnny Hallyday Tour 66 : Stade de France 2009
Albums par Johnny Hallyday
Ça ne finira jamais
(2008) Jamais seul
(2011)
Lives par Johnny Hallyday
Johnny Hallyday La Cigale : 12-17 décembre 2006
(2007) On Stage
(2013)
Singles
1. Joue pas de rock'n'roll pour moi
Sortie : 17 août 2009
2. Et maintenant
Sortie : 28 décembre 2009

Stade de France 2009 est le 26e album live - le 3e chez Warner - de Johnny Hallyday, il sort le 28 septembre 2009.
L'album est réalisé par Philippe Uminski.

## Historique
Les 29, 30 et 31 mai 2009, pour la seconde fois de sa carrière Johnny Hallyday, dans le cadre du Tour 66, se produit au Stade de France.
Le 30 et 31 mai, David Hallyday accompagne son père à la batterie sur Allumer le feu et chante Sang pour sang en duo avec lui. Sylvie Vartan et Johnny chantent ensemble Le bon temps du rock and roll.

## Autour de l'album
Références originales des différentes éditions :
- Double CD boitier plastique : Warner 2564686898 (récital Stade de France intégral)
- Triple CD pochette cartonnée + 2 DVD : Warner 5310552282 (récital intégral Stade de France + 7 titres)
- Triple CD pochette cartonnée : Warner 2564686894 (récital intégral Stade de France + 7 titres)

CD 3 : 7 titres live inédits enregistré au Zénith de Saint-Étienne et au Forest National de Bruxelles en mai 2009 : Medley Rock'n'Roll : Je suis né dans la rue (2:23) - Fils de personne (2:04) - Elle est terrible (2:00) - Dégage (3:03) / J'ai oublié de vivre (5:01) - Hey Joe (4:55) - Je m'arrête là (4:57)
- Coffret 4 vinyles : Warner 5186556831 (récital intégral Stade de France)
- Coffret 4 CD - 2 DVD - 2 LP 33 tours 25cm : Warner 5051865569350 (édition limitée et numérotée)

CD 4 : CDS inédit studio : Tout ce cirque (Emmanuelle Cosso - Cécile Gibaut - Daran - 3:00)

DVD 1 : Stade de France 2009 - DVD 2 Tour 66 histoire d'une tournée + trois titres inédits : Sang pour sang (avec David Hallyday), Le bon temps du rock and roll (avec Sylvie Vartan) et Born To Be Wild (intermède des choristes précédent Allumer le feu)
Il a été extrait de l'album les singles :
- 17 août 2009 : CD promo hors-commerce Joue pas de rock'n'roll pour moi (versions radio édit 3:03 et 3:18) :  Warner PRO16813
- 28 décembre 2009 : CD promo hors commerce Et maintenant (version single 4:14) : Warner PRO16814
- CDS Et maintenant La terre promise ( + plage CD-Rom clip Et maintenant) : Warner 5051865726623

## Titres
| 1.  | Intro tour 66 (instrumental) | | Philippe Uminski |  |
| 2.  | Ma gueule | Gilles Thibaut | Philippe Bretonnière |  |
| 3.  | Je veux te graver dans ma vie (Got to Get You into My Life) | Long Chris (adaptation) | John Lennon, Paul McCartney |  |
| 4.  | Joue pas de rock'n'roll pour moi (Don't Play Your Rock 'n' Roll to Me) | Long Chris (adaptation) | Nicky Chinn, Mike Chapman |  |
| 5.  | Dégage (Slow Down) | Long Chris (adaptation) | Larry Williams |  |
| 6.  | Préludio (instrumental) | | Philippe Uminski |  |
| 7.  | Diego libre dans sa tête | Michel Berger | Michel Berger |  |
| 8.  | Ça peut changer le monde | Didier Golemanas | Didier Golemanas |  |
| 9.  | Excuse-moi partenaire (Cuttin' In) | Ralph Bernet (adaptation) | Johnny Watson |  |
| 10. | Marie | Gérald de Palmas | Gérald de Palmas |  |
| 11. | Que je t'aime | Gilles Thibaut | Jean Renard |  |
| 12. | Gabrielle (The King Is Dead) | Long Chris, Patrick Larue (adaptation)                                                                                            | Tony Cole (musician) (en) |  |
| 13. | Unchained Melody-les enchaînés (en duo avec Amy Keys (en)) | Hy Zaret (en) - Pierre Delanoë (adaptation)                                                                                       | Alex North |  |
| 14. | Allumer le feu | Zazie | Pascal Obispo, Pierre Jaconelli |  |
| 15. | Requiem pour un fou | Gilles Thibaut | Gérard Layani |  |
| 16. | Le pénitencier (The House of the Rising Sun) | Vline Buggy, Hugues Aufray (adaptation)                                                                                           | Alan Price |  |
| 17. | La fille de l'été dernier (Summertime Blues) | Long Chris (adaptation) | Eddie Cochran, Jerry Capehart |  |
| 18. | Blue Suede Shoes | Carl Perkins | Carl Perkins |  |
| 19. | That's All Right (Mama) | Arthur Crudup | Arthur Crudup |  |
| 20. | La terre promise (Promised Land) | Michel Mallory (adaptation) | Chuck Berry |  |
| 21. | I Got a Woman | Ray Charles | Ray Charles |  |
| 22. | Quelque chose de Tennessee | Michel Berger | Michel Berger |  |
| 23. | Medley rhythm'n'blues : Les coups (Uptight (Everything's Alright)) Noir c'est noir (Black Is Black) Je suis seul (What Is Soul) Aussi dur que du bois (Knock on Wood) Jusqu'à minuit (In The Midnight Hour) | Georges Aber (adaptation) Georges Aber (adaptation) Georges Aber (adaptation) Georges Aber (adaptation) Georges Aber (adaptation) | Henry Cosby - Sylvia Rose Moy - Stevie Judkins, Tony Haynes, Michelle Grainger, Steve Wadey Ben E. King Eddie Floyd, Steve Cropper Steve Cropper, Wilson Pickett |  |
| 24. | Derrière l'amour | Pierre Delanoë | Toto Cutugno |  |
| 25. | Le bon temps du rock and roll (Old Time Rock and Roll) | Michel Mallory (adaptation) | George Jackson, Thomas Earl Jones III |  |
| 26. | La musique que j'aime | Michel Mallory | Johnny Hallyday |  |
| 27. | L'envie | Jean-Jacques Goldman | Jean-Jacques Goldman |  |
| 28. | Ça n'finira jamais | Patrice Guirao, Calogero | Gioacchino Maurici |  |
| 29. | Outro tour 66 (instrumental) | | Philippe Uminski |  |
| 30. | Et maintenant | Pierre Delanoë | Gilbert Bécaud |  |

## Musiciens
- Philippe Uminski : direction musicale, arrangements et guitare acoustique
- Robin Le Mesurier : guitare
- Clint Walsh : guitare
- Laurent Vernerey : basse
- Maxime Garoute : batterie
- Greg Zlap : harmonica
- Brad Cole : piano
- Johan Dalgaard : claviers
- Amy Keys (en) : chœurs
- Nayanna Holley : chœurs
- Alain Couture : chœurs et guitare acoustique

Cuivres The Vine Street Hones :
- Harry Kim : trompette
- Arturo Velasco : trombone
- George Philipp Shelby : saxophone ténor
- Ernie Fields Jr. (en) : saxophone baryton